# Somaliasteridae
De Somaliasteridae zijn een familie van uitgestorven zee-egels (Echinoidea) uit de orde Spatangoida.

## Geslachten
- Brightonia Kier, 1957 †
- Iraniaster Cotteau & Gauthier, 1895 †
- Leviechinus Kier, 1957 †
- Somaliaster Hawkins, 1935 †